# Robert Haldane Smith
Pour les articles homonymes, voir Robert Smith et Smith.
Robert Haldane Smith, né le 8 août 1944 à Glasgow, baron Smith de Kelvin, est un homme politique britannique et l'ex-président du Weir Group.

## Biographie
Il est gouverneur de la BBC de 1999 à 2004. En 2008, il est fait pair à vie avec le titre de baron Smith de Kelvin, de Kelvin dans la cité de Glasgow.
Il exerce la fonction de chancelier de l'université de Strathclyde depuis octobre 2013. Depuis 2012, Lord Smith de Kelvin est aussi le tout premier président de la Green Investment Bank, une banque d'investissement dans le domaine environnemental appartenant au gouvernement britannique à travers le Département des Affaires, de l'Innovation et du Savoir-faire.
Le 19 septembre 2014, à la suite du « non » à l'indépendance écossais, le Premier ministre David Cameron le nomme président de la commission de dévolution écossaise.

## Distinctions honorifiques
- Baron (à vie) (création 29 mai 2008)[4]
- Chevalier de l’ordre du Chardon (2014)[5]
- Knight bachelor (1999)[6]